# The Grudge 2
The Grudge 2 è un film del 2006, diretto da Takashi Shimizu, sequel di The Grudge del 2004 con protagonista Amber Tamblyn, nonché remake del film giapponese. Ha avuto un sequel: The Grudge 3 (2009).

## Trama
Aubrey Davis è la sorella di Karen Davis, che si era scontrata con il vendicativo fantasma di Kayako, responsabile di molte morti violente e apparenti suicidi. Aubrey viene informata dalla madre malata che Karen ha avuto un incidente in Giappone pochi giorni prima, e il suo ragazzo è morto. Aubrey parte per il Giappone con l'intento di riportare a casa Karen, ma non appena si incontrano in ospedale, Karen sembra essere impazzita. Uscendo dall'ospedale Aubrey assiste a quello che appare il suicidio della sorella, in realtà scagliata giù dal palazzo da Kayako. Tenta di scoprire ciò che Karen stava cercando di risolvere, un mistero che ha che fare con una casa, e si fa aiutare da Eason, un fotografo-detective.
Eason capisce che in quella casa vi erano delle presenze malevoli che nel momento dell'incendio si sono disperse oltre il limite dell'abitazione, e la maledizione che ha dato inizio a tutto è nata dalla morte di Kayako, la prima donna ad aver vissuto in quella casa, che era stata uccisa dal marito geloso insieme al loro piccolo figlio, Toshio. La maledizione sta continuando ad uccidere sempre più furiosamente, ma stavolta senza la necessità che una persona entri in contatto con il luogo maledetto. La maledizione è legata all'infanzia di Kayako, e Aubrey decide di visitare la madre della defunta. Aubrey viene a sapere che l'incendio, appiccato effettivamente da Karen per evitare il contagio di altre persone, è stato però spento in tempo, e la maledizione ha reagito come un vaccino: nel momento in cui l'incendio viene appiccato, ma non è abbastanza forte, la maledizione si rinforza, e cambia il suo modo di agire. Subito dopo la madre di Kayako muore, uccisa brutalmente dallo spettro della figlia davanti agli occhi di Aubrey. La donna, sconvolta, decide di tornare alla casa, e lì subisce lo stesso destino della sorella Karen. Il fantasma del marito di Kayako appare, e similmente a ciò che aveva fatto a Kayako stessa, la uccide spezzandole il collo.
Allison, Vanessa e Miyuki studiano a Tokyo in una scuola internazionale. Le tre entrano in una casa disabitata, in cui si racconta che siano morte molte persone, e in cui una ragazza ha appiccato un incendio in cui è morto il suo fidanzato due anni prima. Le ragazze si ritrovano in breve a dover fare i conti con Kayako, che causa la scomparsa di due delle tre scolare.
Jake è un bambino che vive con il padre, la sorella e la matrigna in un appartamento a Chicago. Una notte sente dei rumori provenire dall'appartamento a fianco, e affacciandosi vede una ragazza incappucciata accompagnata dai genitori. Da quel momento iniziano a accadere cose strane nel palazzo, comportamenti anormali di alcuni inquilini e strani rumori. Una sera Jake torna a casa con la sorella e trova morti il padre e la compagna, più altri vicini. Ora Jake è solo e incontra una persona che è scampata alla maledizione di Kayako: la ragazza incappucciata, Allison. Mentre Jake e Allison parlano, il bambino vede l'occhio di Toshio nel cappuccio della ragazza, che viene uccisa.

## Distribuzione

### Data di uscita
Le date di uscita internazionali nel corso del 2006 sono state:
- 13 ottobre negli Stati Uniti d'America
- 20 ottobre nel Regno Unito
- 9 novembre in Germania (Der Fluch - The Grudge 2)
- 10 novembre in Italia
- 27 dicembre in Francia

Le date di uscita internazionali nel corso del 2007 sono state:
- 23 febbraio in Spagna

## Accoglienza

### Critica
Sull'aggregatore di recensioni Rotten Tomatoes la serie riceve il 7% delle recensioni professionali positive, mentre su Metacritic ha un punteggio di 33 su 100 basato su 16 recensioni.

## Sequel e curiosità
- Durante la post-produzione del secondo film della saga americana, Takashi Shimizu prese in considerazione l'idea di girare un terzo sequel, in cui la maledizione (o qualcosa relativo ad essa) poteva essere fermata.
- In The Grudge 3, gli attori dei primi due film Takako Fuji e Yūya Ozeki, che interpretavano Kayako Saeki e Toshio, sono stati sostituiti da attori americani.
- Nonostante Sarah Michelle Gellar sia una delle protagoniste, è presente solo nei primi 31 minuti del film.